# 海河大桥
38°59′20″N 117°42′32″E / 38.9888°N 117.7088°E
海河大桥，位于天津市滨海新区的海河入海口处，是天津港港区的标志性建筑之一，是 海滨大道通往临港工业区、天津港的重要通道。